# Hobscheid

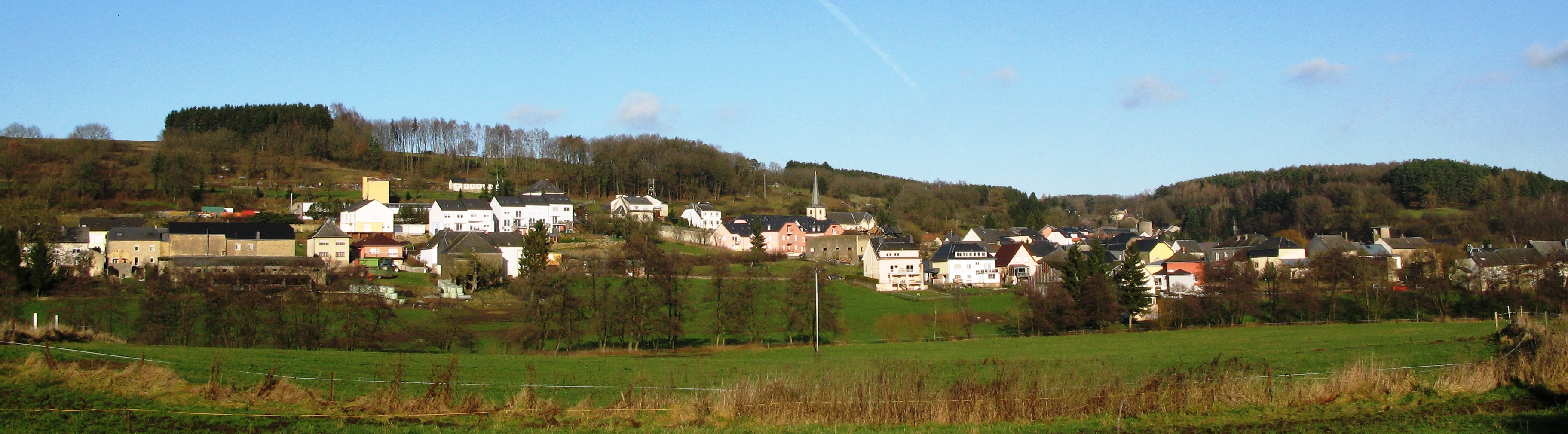
Zicht op Hobscheid

Hobscheid (Luxemburgs: Habscht) is een plaats en voormalige gemeente in de gemeente Habscht en het kanton Capellen in Luxemburg.
Hobscheid telt 3397 inwoners (2015).

## Ontwikkeling van het inwoneraantal
| Jaar                              | 2001 | 2002 | 2003 | 2004 | 2005 | 2007 |
| --------------------------------- | ---- | ---- | ---- | ---- | ---- | ---- |
| Inwoneraantal                     | 2563 | 2579 | 2609 | 2668 | 2729 | 2866 |
| Opmerking: tellingen op 1 januari |      |      |      |      |      |      |

## Politiek
De gemeenteraad van Hobscheid bestond sinds 2011 uit 11 in plaats van 9 leden (Conseilleren), die om de zes jaar verkozen worden volgens een proportioneel kiesstelsel. De verkiezingen van 2011 waren de eerste volgens een proportioneel systeem.

### Resultaten 2011
| 2011-2017 De 11 zetels zijn als volgt verdeeld:  |
| Bron: Ministerie van Binnenlandse Zaken / RTL.lu |

Na de gemeenteraadsverkiezingen van 2011 trad een absolute meerderheid van CSV aan, met 8 zetels. Burgemeester werd Serge Hoffmann (CSV). In de daaropvolgende verkiezingen van 2017 haalde de CSV opnieuw een absolute meerderheid. Het waren de laatste verkiezingen voor de gemeente Hobscheid, aangezien daarop de fusie met Septfontaines plaatsvond. 

### Resultaten 2017
| 2017- De 11 zetels zijn als volgt verdeeld: |

## Geboren
- Joseph Oth (1877-1955), kunstschilder

Eischen · Greisch · Hobscheid · Roodt-sur-Eisch · Septfontaines

Luxemburgse gemeenten · Kanton Capellen · Luxemburg